# گلسبورو، نیوجرسی
گلسبورو (به انگلیسی: Glassboro) شهری در ایالت نیوجرسی کشور ایالات متحده آمریکا است که جمعیت آن در سرشماری سال ۲۰۱۰ میلادی، ۱۸٬۵۷۹ نفر بوده‌است.